# Nový Život
Nový Život (allemand : Kleinmagendorf, hongrois : Illésháza), est un village de Slovaquie situé dans la région de Trnava.

## Histoire
Première mention écrite du village en 1238.

## Démographie

### Évolution de la population
| Année:               | 1994. | 2004.   | 2014.   | 2024.   |
| -------------------- | ----- | ------- | ------- | ------- |
| Nombre de personnes: | 1953  | 2141    | 2237    | 2302    |
| Différence:          |       | +9,62 % | +4,48 % | +2,90 % |

| Année:               | 2023. | 2024.   |
| -------------------- | ----- | ------- |
| Nombre de personnes: | 2295  | 2302    |
| Différence:          |       | +0,30 % |